# Las Isletillas
Las Isletillas es una localidad situada en el departamento Tercero Arriba, provincia de Córdoba, Argentina.
Se encuentra situada a 190 km de la Ciudad de Córdoba, y a 10 km de la ruta provincial N.º 10, por un camino de tierra.
La localidad fue fundada en el año 1920. La comuna, al igual que muchas otras en el interior argentino, debe luchar para no desaparecer.
La principal actividad económica es la agricultura seguida por la ganadería, siendo el principal cultivo la soja.

## Población
Cuenta con 250 habitantes (Indec, 2022), lo que representa un incremento del 39% frente a los 152 habitantes (Indec, 2010) del censo anterior.
| Gráfica de evolución demográfica de Las Isletillas entre 1991 y 2022 |
|                                                                      |
| Fuente: Censos nacionales del INDEC                                  |